# Боковенька
Бокове́нька (в верховье Весёлая Боковенька; укр. Бокове́нька) — река на Украине. 

## Характеристика
Протекает по территории Кировоградской, Николаевской и Днепропетровской областей.
На данный момент впадает в Карачуновское водохранилище, до сооружения которого была правым притоком реки Боковой (бассейн Ингульца).
Длина реки — 59 км. Уклон — 1,6 м/км. Площадь бассейна — 645 км².

### Притоки
По всей длине в реку впадают многочисленные балки, среди которых основные Дубровина (левая) и Лозоватка (правая).

### Населённые пункты на реке
Вниз по течению:
- Васильевка
- Зелёный Гай
- Весёлые Боковеньки
- Ивановка
- Александровка
- Новоалександровка
- Новогригорьвка Вторая
- Новоскелеватка
- Малофёдоровка
- Великофёдоровка
- Павловка
- Христофоровка
- Кудашевка